# پرواز ۹۹۰ هواپیمایی مصر
پرواز ۹۹۰ هواپیمایی مصر یک پرواز برنامه‌ریزی شده از فرودگاه بین‌المللی لس آنجلس به فرودگاه بین‌المللی قاهره بود که در فرودگاه بین‌المللی جان اف کندی، شهر نیویورک توقف داشت. در ۳۱ اکتبر ۱۹۹۹، بوئینگ ۷۶۷ که این مسیر را انجام می‌داد در اقیانوس اطلس در ۶۰ مایلی جنوب جزیرهٔ نانتاکت، ماساچوست، سقوط کرد و تمام ۲۱۷ مسافر و خدمهٔ هواپیما جان باختند.
از آن‌جایی که این سانحه در آب‌های بین‌المللی رخ داد، توسط آژانس هواپیمایی کشوری مصر (ECAA) وزارت هوانوردی غیرنظامی و هیئت ملی ایمنی ترابری (NTSB) تحت قوانین سازمان بین‌المللی هوانوردی غیرنظامی بررسی شد. دولت مصر از دولت آمریکا خواست که NTSB این تحقیقات را انجام دهد. دو هفته پس از سقوط، NTSB پیشنهاد داد که تحقیقات به اداره تحقیقات فدرال واگذار شود، زیرا شواهدی که آن‌ها جمع‌آوری کرده بودند نشان می‌داد که یک عمل مجرمانه رخ داده‌است و این سانحه عمدی بوده‌است نه تصادفی. مقامات مصری از پذیرش پیشنهاد واگذاری تحقیقات به اف‌بی‌آی خودداری کردند، بنابراین NTSB مجبور شد به تنهایی تحقیقات را ادامه دهد، علی‌رغم این‌که خارج از حوزهٔ تحقیقاتی آن‌ها بود.
NTSB دریافت که علت احتمالی این حادثه، خروج هواپیما از پرواز معمولی کروز و برخورد متعاقب آن با اقیانوس اطلس «در نتیجهٔ ورودی‌های کنترل پرواز افسر اول کمکی» است، اما ابتدا دلیل خاصی برای آن مشخص نکرد. اقدامات ادعایی افسر ECAA به این نتیجه رسید که این حادثه ناشی از نقص مکانیکی سیستم کنترل بالابرنده هواپیما بوده‌است. این گزارش با تمرکز بر خرابی احتمالی یکی از واحدهای کنترل برق بالابرندهٔ سمت راست، چندین احتمال را برای علت حادثه پیشنهاد کرد. با این‌حال، NTSB گزارش ECAA را رد کرد، زیرا مشخص شد هیچ سناریویی نمی‌تواند حرکات نهایی هواپیما را توضیح دهد، مگر یک عمل عمدی انسانی.

## هواپیما و مسافران

### هواپیما
پرواز ۹۹۰ با یک بوئینگ ۷۶۷ با رجیستر SU-GAP به نام Ththhmosis III به نام فرعونی از سلسله هجدهم در حال پرواز بود. این هواپیما که یک نسخهٔ کشیده و با برد پیشرفته از ۷۶۷ بود، ۲۸۲امین هواپیمای ۷۶۷ بود. این هواپیما به‌عنوان یک هواپیمای جدید در ۲۶ سپتامبر ۱۹۸۹ به اجیپت‌ایر تحویل داده شد.

### مسافران
این پرواز حامل ۲۰۳ مسافر از هشت کشور کانادا، مصر، آلمان، سودان، سوریه، ایالات متحده آمریکا و زیمبابوه بود. از ۲۱۷ سرنشین هواپیما، ۱۰۰ نفر آمریکایی، ۸۹ نفر مصری (۷۵ مسافر، ۱۴ خدمه)، ۲۱ نفر کانادایی و هفت نفر از ملیت‌های دیگر بودند. از بین مسافران آمریکایی، ۵۴ نفر، که بسیاری از آن‌ها مسن بودند، برای یک سفر ۱۴ روزه به مصر می‌رفتند. از ۲۰۳ مسافر، ۳۲ نفر در لس آنجلس سوار شدند. بقیه در نیویورک سوار شدند. ۳۳ افسر نظامی مصری که از یک تمرین آموزشی برمی‌گشتند، در مانیفست مسافران گنجانده شده بودند. در میان آن‌ها دو سرتیپ، یک سرهنگ، یک سرگرد و چهار افسر نیروی هوایی دیگر بودند. پس از سقوط، روزنامه‌های قاهره توسط سانسورچیان از گزارش حضور افسران در این پرواز منع شدند.
| ملیت         | مسافران | خدمه | جمع |
| ------------ | ------- | ---- | --- |
| ایالات متحده | ۱۰۰     | -    | ۱۰۰ |
| مصر          | ۷۵      | ۱۴   | ۸۹  |
| کانادا       | ۲۱      | -    | ۲۱  |
| سوریه        | ۳       | -    | ۳   |
| آلمان        | ۱       | -    | ۱   |
| سودان        | ۲       | -    | ۲   |
| زیمبابوه     | ۱       | -    | ۱   |
| جمع          | ۲۰۳     | ۱۴   | ۲۱۷ |

## اطلاعات پرواز
در ساعت ۱:۲۰ صبح به وقت شرقی (06:20 UTC)، هواپیما از باند فرودگاه بین‌المللی جان اف کندی بلند شد. در ساعت ۱:۴۴، پرواز به ارتفاع ۳۳۰۰۰ پایی خود رسید. در ساعت ۱:۴۸ کاپیتان الحبشی کابین خلبان را ترک کرد و به سمت دستشویی رفت. در آن مدت، افسر اول کمکی البطوطی در کابین خلبان تنها بود. در ساعت ۱:۴۸:۳۹، او شروع به فریاد زدن کرد: «من به خدا توکل می‌کنم» و در ساعت ۱:۴۹:۴۵، خلبان خودکار را خاموش کرد. هشدار خلبان خودکار در CVR شنیده نشد، که نشان می‌دهد خلبان خودکار به‌صورت دستی خاموش شده‌است و برای ۱۰ ثانیهٔ بعدی، هواپیما در پرواز مستقیم و هموار باقی می‌ماند.

### شیرجهٔ نخست و بازیابی
در ساعت ۱:۴۹:۵۳، تراتل گاز هر دو موتور به حالت آیدل منتقل شد، و ۱ ثانیه بعد، هواپیما وارد یک شیرجه با شیب فزاینده شد که منجر به بی‌وزنی (جی=۰) در کل کابین شد. با وجود این، کاپیتان توانست با کمبود جاذبه مبارزه کند و دوباره وارد کابین خلبان شود. سرعت ۷۶۷ اکنون به‌طور خطرناکی به شکستن دیوار صوتی نزدیک شده بود و از محدودیت‌های طراحی خود فراتر می‌رفت و بدنهٔ هواپیما را تضعیف می‌کرد. در ساعت ۱:۵۰:۱۹، پرواز به حداکثر سرعت نزول خود یعنی ۳۹٬۰۰۰ فوت (۱۲٬۰۰۰ متر) رسید. در لحظات ۱:۵۰:۲۱ و ۱:۵۰:۲۳، هنگامی‌که کاپیتان شروع به برگرداندن هواپیما به وضعیت پایدار کرد، افسر اول کمکی اهرم‌های استارت هر دو موتور را از حالت «ران» به «قطع» حرکت داد و جریان سوخت به موتورها را خاموش کرد. بلافاصله پس از آن، کاپیتان هر دو تراتل گاز را به حداکثر موقعیت خود فشار داد، اما به‌دلیل قطع شدن سوخت موتورها، هیچ تأثیری نداشت. سپس کاپیتان ترمزهای سرعت را به‌کار گرفت که باعث کاهش سرعت شیرجهٔ هواپیما شد و آن را به سرعت مطمئن‌تری بازگرداند. بدون سوخت، هر دو موتور متوقف شدند و باعث شد هواپیما تمام توان الکتریکی خود را از دست بدهد، از جمله برای ضبط کننده پرواز و ترانسپوندر هواپیما. آخرین بازگشت راداری دوم از پرواز در ساعت ۱:۵۰:۳۴ دریافت شد، جعبه سیاه ضبط را در ۱:۵۰:۳۶ متوقف کرد و ضبط‌کنندهٔ صدای کابین خلبان، ضبط را در ساعت ۱:۵۰:۳۸ متوقف کرد، تقریباً زمانی که هواپیما از شیرجهٔ نخست خود خارج شد.

### صعود، شیرجهٔ دوم و سقوط
به‌دلیل قطع برق، ضبط‌کننده‌های پرواز از ساعت ۱:۵۰:۳۸ ضبط را متوقف کردند؛ بنابراین، تمام آنچه که از این نقطه به بعد مشخص شده، بر اساس بازگشت رادار اولیه از هواپیما (تولیدشده توسط انعکاس امواج رادار از سطح آن) و نحوهٔ پراکندگی قطعات و لاشهٔ هواپیما است. داده‌های رادار نشان می‌دهد که در حدود ساعت ۱:۵۰:۳۸، هواپیما احتمالاً به‌دلیل مانورهای ناگهانی خدمهٔ پرواز برای بازیابی از شیرجهٔ نخست، وارد یک صعود شیب‌دار شده‌است. بین ساعت ۱:۵۰:۳۸ و ۱:۵۱:۱۵، ۷۶۷ از ۱۶٬۰۰۰ فوت (۴٬۹۰۰ متر) به ۲۵٬۰۰۰ فوت (۷٬۶۰۰ متر)، صعود کرد. در این مدت، سمت حرکت هواپیما از ۸۰ درجه به ۱۴۰ درجه تغییر کرد.
در ساعت ۱:۵۱:۱۵، هواپیما با سرعت نزول متوسط حدود ۲۰٬۰۰۰ فوت (۶٬۱۰۰ متر) بر دقیقه وارد یک شیرجهٔ شیب‌دار دیگر شد. در لحظه‌ای از نزول نهایی، موتور سمت چپ و برخی قطعات کوچک دیگر از هواپیما به‌دلیل تنش‌های ساختاری شدید ایجادشده در طول شیرجه از هواپیما جدا شدند. فشار واردشده بر بدنهٔ هواپیما باعث شد تا یکپارچگی ساختار در ارتفاع حدود ۱۰۰۰۰ فوتی از بین برود. بخش‌های اصلی هواپیما تقریباً در ساعت ۱:۵۲ بامداد به سطح اقیانوس برخورد کردند و آخرین بازگشت راداری اولیه از هواپیما در ساعت ۱:۵۲:۰۵ دریافت شد. همهٔ ۲۱۷ سرنشین هواپیما کشته شدند.

## تحقیق و بررسی
بر پایهٔ معاهدهٔ سازمان بین‌المللی هوانوردی غیرنظامی، بررسی سقوط هواپیما در آب‌های بین‌المللی در صلاحیت کشوری است که هواپیما را ثبت کرده‌است. بنا به درخواست دولت مصر، NTSB ایالات متحده رهبری این تحقیقات را به عهده گرفت و سازمان هواپیمایی کشوری مصر (ECAA) در آن شرکت داشت. این تحقیقات توسط اداره هوانوردی فدرال، اداره تحقیقات فدرال، گارد ساحلی ایالات متحده، وزارت دفاع ایالات متحده، NOAA، هواپیماهای تجاری بوئینگ، اجیپت‌ایر و موتورهای هواپیمای پرت اند ویتنی پشتیبانی شد.
در ابتدا، این گمانه‌زنی وجود داشت که این سقوط، مشابه سقوط هواپیمای پرواز ۰۰۴ لائودا ایر در سال ۱۹۹۱ است که به‌دلیل استقرار غیرقانونی تراست معکوس، منجر به شیرجهٔ مشابه از ارتفاع کروز شد. دو ۷۶۷ این سوانح، پشت سر هم مونتاژ شده بودند و دارای موتورهای یکسان پرت اند ویتنی پی‌دابلیو۴۰۰۰ بودند.
دو هفته پس از سقوط، NTSB پیشنهاد داد که این سقوط، یک رویداد جنایی اعلام شود و تحقیقات به اداره تحقیقات فدرال واگذار شود. مقامات دولت مصر اعتراض کردند و عمر سلیمان، رئیس اطلاعات مصر، برای پیوستن به تحقیقات به واشینگتن سفر کرد.

### پناهندگی حمدی حنفی طه
در فوریهٔ ۲۰۰۰، کاپیتان حمدی حنفی طه خلبان ۷۶۷ اجیپت‌ایر پس از فرود هواپیمای خود در لندن، درخواست پناهندگی سیاسی کرد. او در اظهارات خود به مقامات بریتانیایی مدعی شد که از شرایط سقوط پرواز ۹۹۰ اطلاع دارد. طه تأیید کرد که افسر اول جمیل البطوطی به عمد هواپیما را برای انتقام گرفتن از یکی از مدیران شرکت هواپیمایی که اخیراً البطوطی را تنزل داده بود، سقوط داد که او نیز در هواپیما حضور داشت. همچنین گزارش شده‌است که طه گفته‌است که می‌خواهد «به همهٔ دروغ‌های مربوط به فاجعه پایان دهد» و بیشتر تقصیرها را به گردن مدیریت اجیپت‌ایر بیندازد.
اسامه الباز، مشاور حسنی مبارک، رئیس‌جمهور مصر، گفت: «این خلبان نمی‌تواند چیزی در مورد هواپیما بداند؛ احتمال این‌که او اطلاعاتی [در مورد سقوط پرواز ۹۹۰] داشته باشد بسیار اندک است.» مقامات اجیپت‌ایر نیز بلافاصله ادعای طاها را رد کردند. بازرسان آمریکایی جنبه‌های کلیدی اطلاعات طه را تأیید کردند، اما تصمیم گرفتند با صدور بیانیه‌ای رسمی دربارهٔ انگیزهٔ البطوطی، دولت مصر را بیشتر عصبانی نکنند. اجیپت‌ایر به کار طه خاتمه داد، و درخواست او برای پناهندگی بریتانیا رد شد، اگرچه او در سال ۲۰۰۲ مصاحبهٔ مفصلی با روزنامه‌ای در لندن انجام داد و یک مستند در سال ۲۰۰۵ او را با عنوان «کاپیتان تبعیدی» معرفی کرد.

### تحقیق و نتیجه‌گیری هیئت ملی ایمنی ترابری
تحقیقات هیئت ملی ایمنی ترابری بر روی اقدامات افسر اول کمکی، جمیل البطوطی متمرکز بود. NTSB به این نتیجه رسید که هیچ سناریوی خرابی مکانیکی چه بررسی آن‌ها و چه تحقیقات مصری نتوانسته‌اند با شواهد موجود در زمین مطابقت داشته باشد، و حتی اگر خرابی مکانیکی یک عامل باشد، طراحی ۷۶۷ وضعیت را قابل بازیابی می‌کند.
گزارش نهایی NTSB در ۲۱ مارس ۲۰۰۲ پس از یک بررسی دوساله صادر شد و نتیجه، «مشخص نشده» اعلام شد.